# Listă de peșteri din România
Aceasta este o listă de peșteri din România, ordonate alfabetic.

peștera muncel comuna Maieru județul Bistrița-Năsăud

## 0-9
- Peștera 9 - Munții Perșani - Județul Covasna

## A
- Peștera cu Abri din Cheile Văii Valceaua - Munții Bihorului - Județul Alba
- Peștera cu Abri de la Ponor - Munții Aninei  - Județul Caraș-Severin
- Peștera cu Aburi  - Culmea Mehadiei - Județul Caraș-Severin
- Avenul Acoperit  - Munții Bihorului - Județul Bihor
- Peștera de la Acre - Munții Pădurea Craiului - Județul Bihor
- Peștera lui Adam - Culmea Mehadiei - Județul Caraș-Severin
- Peștera Adâncă - Munții Vâlcanului  - Județul Gorj
- Peștera Adăpostul Rândunelelor - Valea Casimcea - Județul Constanța
- Peștera Albastră - Munții Pietroasa - Județul Timiș
- Peștera Albă - Munții Bihorului  - Județul Bihor
- Peștera de la Alun - Munții Bihorului - Județul Cluj
- Avenul Alungit de sub Rame - Munții Bihorului - Județul Bihor
- Peștera Alunii Negri - Munții Vâlcanului  - Județul Hunedoara
- Peștera cu Aluviuni din Valea Galbenii - Munții Bihorului - Județul Bihor
- Peștera de la Apa Moiștii - Munții Vâlcanului  - Județul Gorj
- Peștera de la Apa din Piatră - Munții Bihorului - Județul Cluj
- Peșterile Arcada - Munții Retezat - Județul Hunedoara
- Arcada de deasupra Izbucului Ponor - Munții Bihorului - Județul Bihor
- Arcada de deasupra Izbucului Tăuz - Munții Bihorului - Județul Cluj
- Avenul cu Arcadă de la Poiana Ponor - Munții Bihorului - Județul Bihor
- Peștera Arcadei - Munții Bihorului - Județul Alba
- Peștera Ardascheia - Munții Trascău  - Județul Alba
- Peștera Argiloasa I - Munții Bihorului - Județul Bihor
- Peștera Argiloasa II - Munții Bihorului - Județul Bihor
- Peștera Arnăuților - Munții Căpățânii - Județul Vâlcea
- Avenul din Aschie - Munții Bihorului - Județul Bihor
- Avenul Ascuns de sub Rame - Munții Bihorului - Județul Bihor
- Peștera Ascunsă - Munții Bihorului - Județul Bihor
- Peștera Astupată - Munții Bihorului  - Județul Bihor
- Peștera cu Aven - Munții Bihorului - Județul Bihor

## B
- Peștera Babei (Munții Bihorului) - Munții Pădurea Craiului - Județul Bihor
- Peștera Babei (Valea Casimcea) - Valea Casimcea - Județul Constanța
- Avenul de sub Babele - Munții Bucegi - Județul Dâmbovița
- Peștera de la Babie - Podișul si Munții Mehedinți - Județul Mehedinți
- Peștera Baia lui Schneider - Munții Rodnei - Județul Bistrița-Năsăud
- Avenul Balaj - Munții Șureanu - Județul Hunedoara
- Avenul Balcan - Munții Șureanu - Județul Hunedoara
- Peștera Balta - Munții Mehedinți - Județul Mehedinți
- Peștera Baroaica - Munții Bihorului - Județul Cluj
- Avenul Batan - Munții Sebeș - Județul Hunedoara
- Avenul din Bălileasa - Munții Bihorului - Județul Bihor
- Peștera Bătrânului - Munții Pădurea Craiului - Județul Bihor
- Avenul de după Beleș - Munții Bihorului - Județul Alba
- Avenul de după Beliș - Munții Bihorului - Județul Alba
- Peștera cu apă de la Izbucul Bigǎr - Munții Aninei  - Județul Caraș-Severin
- Peștera-aven Bijuteria - Munții Aninei  - Județul Caraș-Severin
- Peștera Bisericuța - Munții Trascău  - Județul Alba
- Peștera de la Bogdana - Munții Vâlcanului  - Județul Gorj
- Peștera Boilor - Munții Aninei - Județul Caraș-Severin
- Peștera din Boiu Mare - Podișul Someșan - Județul Maramureș
- Avenul din Boldul Ioneștilor - Munții Mehedinți - Județul Mehedinți
- Peștera Boldul Poenii Cireșului - Masivul Gornovița - Județul Gorj
- Peștera Bolii - Munții Șureanu - Județul Hunedoara
- Peștera Bonchii - Munții Pădurea Craiului - Județul Bihor
- Avenul lui Bonchiș - Munții Bihorului - Județul Bihor
- Peșterile din Bordul Mare - Munții Sebeș - Județul Hunedoara
- Avenul de la Bradul Căzut - Munții Bihorului - Județul Bihor
- Avenul Bradul Strâmb - Munții Retezat  - Județul Hunedoara
- Avenul de la Brazii Funii - Munții Bihorului - Județul Bihor
- Peștera Buciumul Sucit - Munții Bihorului - Județul Alba
- Peștera Buhui - Munții Aninei - Județul Caraș-Severin
- Peștera Bulba - Munții Mehedinți - Județul Mehedinți
- Peștera cu apă de la Bulz - Munții Pădurea Craiului - Județul Bihor
- Peștera Bursucilor - Munții Bihorului - Județul Bihor

## C
- Avenul Câinelui - Munții Bihorului - Județul Bihor
- Peștera Calastur - Cheile Turzii - Județul Cluj
- Peștera din Cale - Munții Cozia  - Județul Vâlcea
- Avenul de la Calea Arsurii - Munții Bihorului - Județul Bihor
- Peștera de la Calea Budești  - Munții Bihorului - Județul Alba
- Peștera de la Calea Heruziștii - Munții Bihorului - Județul Bihor
- Peștera Calului (Munții Bihorului) - Munții Bihorului - Județul Bihor
- Peștera Calului (Munții Perșani) - Munții Perșani - Județul Harghita
- Peștera Calului (Munții Trascău) - Munții Trascău -Județul Alba
- Peștera Câmpenească - Munții Codru-Moma - Județul Bihor [1]
- Peștera de la Canaraua Hârșovei - Valea Casimcea - Județul Constanța
- Peștera cu Canion - Munții Bihorului - Județul Bihor
- Peștera I de la Cantonul Padiș - Munții Bihorului - Județul Bihor
- Peștera II de la Cantonul Padiș - Munții Bihorului - Județul Bihor
- Peștera Caprei - Munții Pădurea Craiului - Județul Bihor
- Peștera Caprelor - Județul Vâlcea
- Peștera din Capu Stâncii - Munții Șureanu - Județul Hunedoara
- Peștera de la Capul Baciului - Munții Aninei - Județul Caraș-Severin
- Peștera de la Căput - Munții Bihorului - Județul Bihor
- Peștera lui Carafil - Munții Ciucăru Mare - Județul Caraș-Severin
- Peștera de la Cariera Nouă - Munții Targusor  - Județul Constanța
- Peștera din Carsia Lacina - Munții Aninei  - Județul Caraș-Severin
- Casa Cristinei - Munții Bihorului - Județul Alba
- Peștera Casa Dracului - Munții Gutâi - Județul Satu Mare
- Peștera de la Cascada - Munții Șureanu - Județul Hunedoara
- Abriul de la Cascada de sub Piatra Budului - Munții Bihorului - Județul Bihor
- Cascada de tuf "Pișătoarea" - Munții Almăjului - Județul Caraș-Severin
- Avenul cu Cascadă - Munții Bihorului - Județul Bihor
- Peștera de la Casian - Valea Casimcea  - Județul Constanța
- Peștera de la Cădare - Munții Vâlcanului  - Județul Gorj
- Peștera de la Călugăru - Lacul Razim V - Județul Tulcea
- Peștera Căsoaia lui Ladaș - pe Valea Mureșului - în Județul Mureș [2][3]
- Peștera Centrală din Piatra Șoimului - Munții Bihorului - Județul Bihor
- Peștera I de la Cerbu - Munții Bihorului - Județul Cluj
- Peștera II de la Cerbu - Munții Bihorului - Județul Cluj
- Peștera III de la Cerbu - Munții Bihorului - Județul Cluj
- Peștera IV de la Cerbu - Munții Bihorului - Județul Cluj
- Peștera V de la Cerbu - Munții Bihorului - Județul Cluj
- Peștera VI de la Cerbu - Munții Bihorului - Județul Cluj
- Peștera VII de la Cerbu - Munții Bihorului - Județul Cluj
- Peștera Cerbului - Munții Aninei - Județul Caraș-Severin
- Peștera din Cerveniaia - Munții Aninei  - Județul Caraș-Severin
- Peșterile din Cerveniaia - Munții Aninei  - Județul Caraș-Severin
- Peștera de sub Cetate - Munții Șureanu - Județul Hunedoara
- Peștera de sub Cetate I - Munții Aninei  - Județul Caraș-Severin
- Peștera de sub Cetate II - Munții Aninei  - Județul Caraș-Severin
- Avenele de la Cetatea Rădesei - Munții Bihorului - Județul Cluj
- Peștera Cetatea Rădesei - Munții Bihorului - Județul Bihor
- Sistemul de Avene de la Cetățeaua - Munții Bihorului - Județul Bihor
- Peștera I de la Cetăți - Munții Bihorului - Județul Bihor
- Cetățile Ponorului - Munții Bihorului - Județul Bihor
- Peștera lui Cezar Manea - Munții Șureanu - Județul Hunedoara
- Peșterile din Cheile Bobotului - Masivul Geantul Inelat - Județul Caraș-Severin
- Peșterile din Cheile Buții - Munții Retezat  - Județul Hunedoara
- Peștera cu apă din Cheile Gârliștei - Munții Aninei  - Județul Caraș-Severin
- Peștera cu apă din Cheile Oltețului - Munții Parâng - Județul Gorj
- Peștera I din Chicerile Ursului - Munții Bihorului - Județul Bihor
- Peștera II din Chicerile Ursului - Munții Bihorului - Județul Bihor
- Peștera III din Chicerile Ursului - Munții Bihorului - Județul Bihor
- Peștera IV din Chicerile Ursului - Munții Bihorului - Județul Bihor
- Huda de la Chișcău - Munții Bihorului - Județul Bihor
- Peștera din Cioaca Birtului - Munții Poiana Ruscă - Județul Timiș
- Peștera-aven din Cioaca cu Brebenei - Munții Mehedinți - Județul Gorj
- Avenul din Cioaca Mare - Munții Domanului - Județul Caraș-Severin
- Peștera Cioclovina Uscată - Munții Sebeș - Județul Hunedoara
- Peștera Cirneala - Munții Aninei - Județul Caraș-Severin
- Avenul de la Citera - Munții Bihorului - Județul Alba
- Avenul din Citera - Munții Bihorului - Județul Bihor
- Avenul din Ciucăru Mare - Munții Ciucăru Mare - Județul Caraș-Severin
- Avenul I si Avenul II de la Ciungi - Munții Bihorului  - Județul Bihor
- Peștera Ciurului Izbuc - Munții Pădurea Craiului - Județul Bihor
- Peștera Ciurul Ponor - Munții Pădurea Craiului - Județul Bihor
- Peștera Cizmei - Județul Hunedoara
- Peștera din Cleantul Pânzii - Munții Almăjului - Județul Caraș-Severin
- Peștera din Cleantul Zbegului - Munții Almăjului - Județul Caraș-Severin
- Peștera lui Climente - Munții Ciucăru Mare - Județul Caraș-Severin
- Peștera Clopot - Județul Vâlcea
- Peștera 2 de la Cloșani - Munții Mehedinți - Județul Gorj
- Peștera Cloșani - Munții Mehedinți - Județul Gorj
- Peștera de la Coada Coițchii - Munții Trascău - Județul Alba
- Peștera din Coasta Mihăiesei - Munții Bihorului - Județul Cluj
- Peștera Cobășel - Munții Rodnei - Județul Bistrița-Năsăud
- Peștera lui Cocolbea - Munții Șureanu - Județul Hunedoara
- Peștera Coderinca lui Putui - Munții Bihorului - Județul Alba
- Peștera Coiba Mare - Munții Bihorului - Județul Alba
- Peștera Coiba Mica - Munții Bihorului - Județul Alba
- Peștera Coibița I - Munții Bihorului - Județul Cluj
- Peștera Coibița II - Munții Bihorului - Județul Cluj
- Peștera de la Colibi - Munții Bihorului - Județul Cluj
- Peștera de la Colibituri - Munții Vâlcanului  - Județul Gorj
- Peștera Coliboaia - Munții Bihorului - Județul Bihor
- Avenul de sub Colții Grindului - Munții Piatra Craiului - Județul Argeș
- Peștera de la Coltul Pietrei Șoimului - Munții Bihorului - Județul Bihor
- Peștera Colțul Chiliilor - Munții Piatra Craiului - Județul Brașov
- Peștera Colțul Surpat - Munții Piatra Craiului - Județul Argeș
- Peștera de la Comana - Munții Perșani - Județul Harghita
- Peștera Comarnic - Munții Aninei  - Județul Caraș-Severin
- Peștera Condorului - Munții Bihorului - Județul Bihor
- Peștera Contului - Munții Vâlcanului  - Județul Gorj
- Peștera cu Corali - Munții Vâlcanului  - Județul Hunedoara
- Peștera Corbasca - Munții Bihorului - Județul Bihor
- Peștera de sus de la Corbești - Munții Bihorului - Județul Bihor
- Peștera Corlatul - Munții Bihorului - Județul Bihor
- Peștera cu apă de la Coroana - Masivul Gornovița - Județul Gorj
- Avenul I de la Corobana lui Gartau - Munții Bihorului - Județul Alba
- Avenul II de la Corobana lui Gartau - Munții Bihorului - Județul Alba
- Peștera Corobana lui Gârtău - Munții Bihorului - Județul Alba
- Peștera Corobana Mândruțului - Munții Bihorului - Județul Alba
- Peștera Corobana Mare - Munții Bihorului - Județul Alba
- Peștera Corobana Mică de la Chei - Munții Bihorului - Județul Alba
- Peștera Corobana Mică de la N de Poarta lui Ionel - Munții Bihorului - Județul Alba
- Peștera Cortului - Munții Bihorului - Județul Bihor
- Peștera Cotețul Dobreștilor - Munții Bihorului - Județul Alba
- Peștera Cotită din Piatra Fagului - Munții Bihorului - Județul Bihor
- Peștera Cotită din Valea Corlațului - Munții Bihorului - Județul Bihor
- Peștera Cotului Drept - Munții Bihorului - Județul Bihor
- Peștera de la Cotu Porcului - Munții Aninei  - Județul Caraș-Severin
- Avenul din Cracul cu Vii - Munții Mehedinți - Județul Gorj
- Crăpătura din Dealul Sturzăului - Munții Bihorului - Județul Bihor
- Peștera din Creasta Pietrei Ciungilor - Munții Bihorului - Județul Bihor
- Avenul Cristalelor - Munții Bihorului - Județul Bihor
- Peștera Cristalelor - Județul Arad
- Peștera Cristalelor din Galeria Codreanu - Munții Bihorului - Județul Bihor
- Peștera Crivii - Podișul Mehedinți - Județul Mehedinți
- Peșterile din Crno Pole - Munții Aninei  - Județul Caraș-Severin
- Pestera de la Cruce - Munții Poiana Ruscă - Județul Caraș-Severin
- Peștera Cubleș vezi Peștera Pietrarului - Munții Pădurea Craiului - Județul Bihor
- Peștera Cuciulat - Culmea Prisnel - Județul Sălaj
- Avenul din Cuciulata - Munții Bihorului - Județul Cluj
- Peștera din Culmea Lacului - Munții Aninei - Județul Caraș-Severin
- Peștera Cuptoare (Munții Aninei) - Munții Aninei  - Județul Caraș-Severin
- Peștera Cuptoare (Munții Vâlcanului) - Munții Vâlcanului  - Județul Gorj
- Peștera Cuptoru Ciumei - Munții Aninei - Județul Caraș-Severin
- Peștera Cuptorului - Munții Vlădeasa - Județul Cluj
- Peșterile din Cureacita - Munții Aninei  - Județul Caraș-Severin
- Peștera Curecea - Munții Mehedinți - Județul Mehedinți
- Peștera Curentului - Munții Bihorului - Județul Bihor
- Avenele din Curmătura Stănuleți - Munții Retezat  - Județul Hunedoara
- Avenul Cutezătorilor - Munții Aninei  - Județul Caraș-Severin

## D
- Peștera Dalei de Piatră - Munții Bihorului - Județul Alba
- Peștera Dâlbina - Munții Trascăului - Județul Alba
- Peștera Dâmbău - Munții Trascăului - Județul Alba
- Peștera Dâmbovicioara - Munții Piatra Craiului - Județul Argeș
- Peștera cu apă din Dâmbul Colibii - Munții Bihorului - Județul Bihor
- Peștera din Dâmbul Crișanului - Munții Bihorului - Județul Cluj
- Avenul cu Dantelă - Munții Bihorului - Județul Bihor
- Peștera Dârninii - Munții Bihorului - Județul Alba
- Peștera din Dealul Blidaru - Munții Bihorului - Județul Bihor
- Peștera din Dealul Chicera - Munții Bihorului - Județul Cluj
- Peștera din Dealul Cornii - Munții Bihorului - Județul Bihor
- Peștera din Dealul Cornului - Munții Trascăului - Județul Alba
- Peștera din Dealul Curbăluit - Munții Bihorului - Județul Bihor
- Peștera I din Dealul Jilip - Munții Bihorului - Județul Cluj
- Peștera II din Dealul Jilip - Munții Bihorului - Județul Cluj
- Peștera III din Dealul Jilip - Munții Bihorului - Județul Cluj
- Peștera IV din Dealul Jilip - Munții Bihorului - Județul Cluj
- Peștera V din Dealul Jilip - Munții Bihorului - Județul Cluj
- Peștera VI din Dealul Jilip - Munții Bihorului - Județul Cluj
- Peștera VII din Dealul Jilip - Munții Bihorului - Județul Cluj
- Peștera I din Dealul Pliștilor - Munții Bihorului - Județul Cluj
- Peștera II din Dealul Pliștilor - Munții Bihorului - Județul Cluj
- Peștera III din Dealul Pliștilor - Munții Bihorului - Județul Cluj
- Avenele din Dealul Prosacu - Podișul si Munții Mehedinți - Județul Mehedinți
- Peșterile din Dealul Prosacu - Podișul si Munții Mehedinți - Județul Mehedinți
- Peștera din Dealul Ruschiului - Vârful Ruschiului - Județul Gorj
- Peștera din Dealul Stroharilor - Munții Bihorului - Județul Cluj
- Avenul din Dealul Tarsei - Munții Bihorului - Județul Alba
- Peștera din Dealul Vârseci - Munții Bihorului - Județul Bihor
- Peștera din Dealul Visi Bach - Valea Slava - Județul Tulcea
- Avenul de deasupra cetăților - Munții Bihorului - Județul Bihor
- Peșterile Devențului - Munții Pădurea Craiului - Județul Bihor
- Peștera Descendenta - Munții Bihorului  - Județul Bihor
- Peștera de la Despicătura - Culmea Mehadiei - Județul Caraș-Severin
- Peștera Diaclazei (Valea Galbenă) - Munții Bihorului - Județul Bihor
- Peștera Diaclazei (Valea Ordâncușei) - Munții Bihorului - Județul Alba
- Peștera Diaclazei (Valea Sighiștel) - Munții Bihorului - Județul Bihor
- Peștera Diaclazei de lângă Pârâul Colibii - Munții Bihorului  - Județul Bihor
- Avenul Diaclazei de la obârșia văii Izbucului - Munții Bihorului - Județul Cluj
- Peștera Diaclazei din Valea Plaiului - Munții Bihorului - Județul Bihor
- Peștera Diana - Culmea Mehadiei - Județul Caraș-Severin
- Peștera Dobreștilor - Județul Argeș
- Peștera Dosită de la fața Bălăcenii - Munții Bihorului - Județul Cluj
- Avenul din Dosu Știubeiului - Masivul Domogled - Județul Caraș-Severin
- Peștera din Dosul Blidarului - Munții Bihorului - Județul Bihor
- Avenul din Dosul Colibii - Munții Bihorului - Județul Bihor
- Avenul din Dosul Lăcșorului - Munții Sebeș - Județul Hunedoara
- Avenul din Dosul Simionului - Munții Aninei  - Județul Caraș-Severin
- Peștera cu două Etaje - Munții Șureanu - Județul Hunedoara
- Peștera cu două Guri din Piatra Șoimului - Munții Bihorului - Județul Bihor
- Avenul cu două intrări - Munții Bihorului - Județul Alba
- Peștera cu două intrări - Munții Bihorului - Județul Alba
- Peștera cu două intrări din Pârâul Micușii - Munții Bihorului - Județul Cluj
- Peștera cu două intrări din Valea Plaiului - Munții Bihorului - Județul Bihor
- Peștera Dracilor - Munții Piatra Craiului - Județul Argeș
- Peștera Drăcoaia - Munții Bihorului - Județul Bihor
- Peștera din Drumul Prolazului - Munții Aninei  - Județul Caraș-Severin
- Peștera Dubova - Munții Aninei  - Județul Caraș-Severin
- Peștera de la Dumbravița de Codru - Munții Codru-Moma - Județul Bihor
- Peștera de la Dumbravița Mică - Munții Almăjului - Județul Caraș-Severin
- Avenul din Dunga Vulturului - Munții Bihorului - Județul Alba
- Peștera din Dunga Vulturului - Munții Bihorului - Județul Cluj
- Peștera de după Carsa - Munții Aninei  - Județul Caraș-Severin
- Peștera de după Deluț - Munții Bihorului - Județul Alba
- Peștera lui Dutu - Județul Arad

## E
- Peștera Elena - Munții Aninei  - Județul Caraș-Severin
- Peștera Emilian Cristea - Munții Piatra Craiului - Județul Argeș
- Peștera Epuran - Podișul Mehedinți - Județul Mehedinți

## F
- Peștera de sub Fag - Munții Șureanu - Județul Hunedoara
- Peștera de la Fagul Uscat - Munții Bihorului - Județul Bihor
- Peștera Fagului - Munții Bihorului - Județul Bihor
- Peștera Faliei - Munții Bihorului - Județul Bihor
- Peștera de la Fânațe - Munții Bihorului - Județul Bihor
- Peștera-aven de la Fântâna lui Ilie - Munții Aninei  - Județul Caraș-Severin
- Peștera de la Fântâna Roșie - Munții Bihorului - Județul Bihor
- Peștera de la Farna - Munții Aninei  - Județul Caraș-Severin
- Peștera I din Fata Ciumatcului - Munții Bihorului  - Județul Bihor
- Peștera II din Fata Ciumatcului - Munții Bihorului  - Județul Bihor
- Peștera III din Fata Ciumatcului - Munții Bihorului  - Județul Bihor
- Peștera II de la Fata Laurului  - Munții Bihorului - Județul Bihor
- Peștera III de la Fata Laurului  - Munții Bihorului - Județul Bihor
- Peștera IV de la Fata Laurului  - Munții Bihorului - Județul Bihor
- Peștera V de la Fata Laurului  - Munții Bihorului - Județul Bihor
- Peștera VI de la Fata Laurului  - Munții Bihorului - Județul Bihor
- Peștera de la fața Apei - Munții Pădurea Craiului - Județul Bihor
- Peștera cu apă din fața Bălăcenii - Munții Bihorului - Județul Alba
- Peștera din Fața Carierei de Marmură - Munții Bihorului - Județul Bihor
- Peștera din Fața Comarnicelor - Munții Șureanu - Județul Hunedoara
- Avenul de la Fața Laurului  - Munții Bihorului - Județul Bihor
- Peștera I de la fața Laurului  - Munții Bihorului - Județul Bihor
- Peștera de sub fața Pleșii - Munții Bihorului - Județul Alba
- Avenul de la Fața Ponorului - Munții Bihorului - Județul Bihor
- Avenul de la Fața Rechitei - Munții Bihorului - Județul Bihor
- Peștera Fără Nume - Munții Ciucăru Mare - Județul Caraș-Severin
- Peștera Feciorilor - Munții Trascău - Județul Cluj
- Peștera Femeii - Podișul si Munții Mehedinți - Județul Mehedinți
- Peștera cu Fereastră (Munții Aninei) - Munții Aninei  - Județul Caraș-Severin
- Peștera cu Fereastră (Munții Bihorului) - Munții Bihorului - Județul Alba
- Peștera cu Fereastră din Dealul Corbasca - Munții Bihorului - Județul Bihor
- Peștera de la Ferice - Munții Bihorului - Județul Bihor
- Peștera Filipovo Dira - Munții Locvei - Județul Caraș-Severin
- Peștera Flescuta - Munții Bihorului - Județul Bihor
- Peștera Floriilor - județul Craiova [4]
- Avenul Florilor - Munții Latoriței - Județul Vâlcea
- Peștera Fluturilor - Munții Ciucăru Mare - Județul Caraș-Severin
- Peștera-aven din Foeroaga Îngustă - Munții Mehedinți - Județul Gorj
- Avenul de la Fruncele - Munții Bihorului - Județul Bihor
- Peștera I de la Fruncele - Munții Bihorului - Județul Bihor
- Peștera II de la Fruncele - Munții Bihorului - Județul Bihor
- Peștera III de la Fruncele - Munții Bihorului - Județul Bihor
- Peștera Frunzișului din Valea Corlatului - Munții Bihorului - Județul Bihor
- Peștera Fugarilor - Munții Pădurea Craiului - Județul Bihor
- Peștera lui Fulga - Culoarul Rucăr - Bran - Județul Argeș
- Peștera Fundata din județul Brașov [5][6][7]
- Avenul de la Fundătura Hobenilor - Munții Șureanu - Județul Hunedoara
- Avenul din Furca Văii - Munții Mehedinți - Județul Gorj
- Peștera Fusteica - Munții Vâlcanului - Județul Gorj

## G
- Galeria Polaris din Munții Apuseni [8]
- Avenul cu Gheață - Munții Aninei  - Județul Caraș-Severin
- Avenul din Grind - Munții Piatra Craiului - Județul Argeș
- Avenul din Groapa Gărzii - Munții Bihorului - Județul Bihor
- Avenul din Grohotel - Munții Bihorului - Județul Bihor
- Avenul Gemănata din Grumazul Bătrânei - Munții Bihorului - Județul Cluj
- Avenul Gemenele - Munții Trascăului - Județul Alba
- Avenul Ghețarul Bortig - Munții Bihorului - Județul Bihor
- Avenul Ghețarului - Munții Bihorului - Județul Bihor
- Avenul Groapa de Aur - Masivul Postăvarul - Județul Brașov
- Avenul Groazei - Munții Domanului - Județul Caraș-Severin
- Gaura Chindiei II - Munții Locvei - Județul Caraș-Severin
- Gaura Cornii - Munții Almăjului - Județul Caraș-Severin
- Gaura de la Colțul Morii - Munții Bihorului - Județul Alba
- Gaura lui Ciocârdie - Podișul Mehedinți și Munții Mehedinți - Județul Mehedinți
- Grota Dracului - Munții Bihorului - Județul Bihor
- Grota Haosului - Munții Călimani - Județul Suceava
- Grota Morii - Munții Aninei  - Județul Caraș-Severin
- Grota Palatul de Ciocolată - Munții Călimani - Județul Suceava
- Grota Ruinelor - Munții Călimani - Județul Suceava
- Grota Urșilor - Munții Giurgeului - Județul Harghita
- Gura Prosacului - Podișul Mehedinți și Munții Mehedinți - Județul Mehedinți
- Peștera Avenul Gemănata - Munții Bihorului - Județul Bihor
- Peștera cu apă din Galeria Codreanu - Munții Bihorului - Județul Bihor
- Peștera de Gheață (Munții Giurgeului) - Munții Giurgeului - Județul Harghita
- Peștera de Gheață (Piatra Mare) - Piatra Mare/Piatra Mică - Județul Brașov
- Peștera de Gheață Munții Vâlcanului) - Munții Vâlcanului  - Județul Hunedoara
- Peștera de la Ghilingic - Valea Casimcea - Județul Constanța
- Peștera de la Gura Cetății - Munții Retezat - Județul Hunedoara
- Peștera de la Gura Comarnicului - Munții Aninei  - Județul Caraș-Severin
- Peștera de la Gura Pârâului Colibii - Munții Bihorului  - Județul Bihor
- Peștera de la Gura Plaiului - Munții Vâlcanului  - Județul Gorj
- Peștera de la Gura Ponicovei - Munții Almăjului - Județul Mehedinți
- Peștera de sub Gruiu - Munții Bihorului - Județul Bihor
- Peștera din Garda - Munții Bihorului - Județul Cluj
- Peștera Gălășeni - Munții Pădurea Craiului - Județul Bihor
- Peștera Galațiului - Munții Aninei  - Județul Caraș-Severin
- Peștera Gârla Vacii - Munții Vâlcanului  - Județul Gorj
- Peștera Gaura Boului - Munții Sebeș - Județul Hunedoara
- Peștera Gaura Calului  - Munții Trascău  - Județul Alba
- Peștera Gaura Cocoșului - Munții Sebeș - Județul Hunedoara
- Peștera Gaura cu Muscă - Munții Locvei - Județul Caraș-Severin
- Peștera Gaura din Carsia Bologii - Munții Aninei - Județul Caraș-Severin
- Peștera Gaura Fetii - Munții Bihorului - Județul Bihor
- Peștera Gaura Frantoanei - Munții Sebeș - Județul Hunedoara
- Peștera Gaura Haiducească - Munții Locvei - Județul Caraș-Severin
- Peștera Gaura lui Schimphin - Munții Aninei - Județul Caraș-Severin
- Peștera Gaura Lupoaiei - Munții Bihorului  - Județul Bihor
- Peștera Gaura Oanei - Munții Șureanu - Județul Hunedoara
- Peștera Gaura Turcului - Munții Aninei  - Județul Caraș-Severin
- Peștera Gaura Ungurului - Munții Cernei - Județul Caraș-Severin
- Peștera Gaura Vulpii - Munții Perșani - Județul Mureș
- Peștera Găurile lui Miloi - Munții Aninei - Județul Caraș-Severin
- Peștera Gaurinti - Podișul Mehedinți și Munții Mehedinți - Județul Mehedinți
- Peștera Ghețaria - Munții Bihorului - Județul Alba
- Peștera Ghețarul de la Bârsa - Munții Bihorului - Județul Bihor
- Peștera Ghețarul de la Focul Viu - Munții Bihorului - Județul Bihor
- Peștera Ghețarul de la Vârtop - Munții Bihorului - Județul Alba
- Peștera Glod - Munții Trascău  - Județul Alba
- Peștera Gradinca - Munții Aninei  - Județul Caraș-Severin
- Peștera Gramei - Munții Mehedinți - Județul Mehedinți
- Peștera Groapa cu Lei - Munții Bihorului - Județul Bihor
- Peștera Grota Haiducului - Munții Cozia  - Județul Vâlcea
- Peștera Grota Sălbaticului - Munții Cozia  - Județul Vâlcea
- Peștera Grota Urșilor - Munții Cozia - Județul Vâlcea
- Peștera Gura Dobrogei - Valea Casimcea - Județul Constanța
- Peștera Gururilor - Munții Bihorului - Județul Bihor
- Peștera lui Gavrilaș Vulcu  - Munții Sebeș - Județul Hunedoara
- Peștera lui Gheorghică - Munții Bihorului - Județul Bihor
- Peștera-aven ghețarul de sub Zgurăști - Munții Bihorului - Județul Alba

## H
- Peștera Haldahaia - Munții Trascău  - Județul Alba
- Peșterile de la Haldina - Munții Aninei  - Județul Caraș-Severin
- Peștera Hamaradia - Munții Perșani - Județul Brașov
- Peștera Hicleana - Munții Aninei  - Județul Caraș-Severin
- Peștera Hoanca Apei - Munții Bihorului - Județul Alba
- Avenul din Hoanca Urzicarului - Munții Bihorului - Județul Alba
- Peștera III de la Hoancele Caldarilor - Munții Bihorului - Județul Cluj
- Peștera I de la Hoancele Căldarilor - Munții Bihorului - Județul Cluj
- Peștera II de la Hoancele Căldarilor - Munții Bihorului - Județul Cluj
- Peștera IV de la Hoancele Căldarilor - Munții Bihorului - Județul Cluj
- Peștera V de la Hoancele Căldarilor - Munții Bihorului - Județul Cluj
- Peștera Hodobana - Munții Bihorului - Județul Alba
- Peștera de la Honu - Munții Bihorului - Județul Bihor
- Peștera cu Horn - Munții Bihorului - Județul Alba
- Peștera Horn din Dunga Vulturului - Munții Bihorului - Județul Cluj
- Peștera Hoților - Munții Bihorului - Județul Bihor
- Peștera Hoților de la Băile Herculane - Culmea Mehadiei - Județul Caraș-Severin
- Peștera Huda Laptelui de Piatră - Munții Bihorului - Județul Alba
- Peștera Huda Oarbă - Munții Bihorului - Județul Alba
- Peștera Huda Oilor - Munții Bihorului - Județul Alba [9]
- Peștera Huda Orbului - Munții Bihorului - Județul Alba
- Peștera Huda lui Papară - Munții Apuseni - Județul Alba
- Huda de la Polita - Munții Bihorului - Județul Alba
- Peștera Huda de la Rosu - Munții Bihorului - Județul Alba
- Peștera Huda lui Tinagri - Munții Bihorului - Județul Alba
- Peștera Hygeea - Culmea Mehadiei - Județul Caraș-Severin

## I
- Peștera de la Iad - Munții Vâlcanului  - Județul Gorj
- Avenul de la Iaduri - Munții Mehedinți - Județul Mehedinți
- Peștera Ialomicioara - Munții Bucegi [10]
- Peștera Ialomiței - Munții Bucegi - Județul Dâmbovița
- Peștera Iasanoca - Munții Locvei - Județul Caraș-Severin
- Peștera Iedului - Munții Parâng  - Județul Gorj
- Peștera Ieskinia - Munții Locvei - Județul Caraș-Severin
- Peștera de la Iezare - Munții Bihorului - Județul Alba
- Peștera Igrita - Munții Pădurea Craiului - Județul Bihor
- Peștera cu Insecte din Garda - Munții Bihorului - Județul Cluj
- Peștera Sfântului Ioan Casian - județul Constanța [11]
- Peștera Ion Barzoni - Masivul Geantul Inelat - Județul Caraș-Severin
- Peștera Isverna - Plaiul Cloșani, județul Mehedinți [12][13]
- Peștera Izbândiș - Munții Pădurea Craiului - Județul Bihor
- Izbucul Breancului - Munții Bihorului - Județul Bihor
- Izbucul Bulbuci - Munții Bihorului - Județul Bihor
- Izbucul Bulzului - Munții Bihorului  - Județul Bihor
- Izbucul de la Călugări - Munții Codru-Moma - Județul Hunedoara
- Izbucul Coibița - Munții Bihorului - Județul Cluj
- Izbucul de la Coliba Ghiobului - Munții Bihorului - Județul Alba
- Izbucul de la Cotetul Dobreștilor - Munții Bihorului - Județul Alba
- Izbucul de la Filești - Munții Bihorului - Județul Alba
- Izbucul Galbenei - Munții Bihorului - Județul Cluj
- Izbucul din Gărdișoara - Munții Bihorului - Județul Alba
- Izbucul Gura Apei - Munții Bihorului - Județul Alba
- Izbucul Julești - Munții Bihorului - Județul Bihor
- Izbucul la Cămenița - Munții Bihorului - Județul Bihor
- Izbucul Mătisești - Munții Bihorului - Județul Alba
- Izbucul Politei - Munții Bihorului - Județul Alba
- Izbucul Ponorului - Munții Bihorului - Județul Bihor
- Izbucul de la Rădeasa - Munții Bihorului - Județul Cluj
- Izbucul de la Remeți - Munții Vlădeasa - Județul Bihor
- Izbucul Tauz - Munții Bihorului - Județul Alba
- Izbucul Ursului - Munții Bihorului - Județul Bihor
- Izbucul din Vâlceaua - Munții Bihorului - Județul Alba
- Izbucul din Valea Ponorului  - Munții Bihorului - Județul Bihor
- Peștera Izbucului Mușchiat - Munții Vâlcanului  - Județul Gorj
- Peștera Izverna - Munții Mehedinți - Județul Mehedinți [14]
- Peștera de la Izvoare - Munții Șureanu - Județul Hunedoara
- Avenul de la Izvoarele Văii Plaiului - Munții Bihorului - Județul Bihor
- Peștera Izvoreni - Munții Șureanu - Județul Hunedoara
- Peștera Izvoru Infundat - Munții Aninei - Județul Caraș-Severin
- Avenul de la Izvoru Siclii  - Munții Locvei - Județul Caraș-Severin
- Peștera Izvorul Albastru al Izei - Munții Rodnei - Județul Maramureș
- Peștera de la Izvorul Crișului Negru - Munții Bihorului - Județul Bihor
- Avenul de la Izvorul Fruncele - Munții Bihorului - Județul Bihor
- Peștera de la Izvorul Hercule I - Culmea Mehadiei - Județul Caraș-Severin
- Peștera de la Izvorul Manzului - Munții Locvei - Județul Caraș-Severin
- Peștera I de la Izvorul Rece - Munții Bihorului - Județul Bihor
- Peștera II de la Izvorul Rece - Munții Bihorului - Județul Bihor
- Peștera Izvorul Tăușoarelor - Munții Rodnei - Județul Bistrița-Năsăud
- Peștera de la Izvorul Vidruței - Munții Latoriței - Județul Vâlcea

## Î
- Peștera Înaltă - Munții Bihorului - Județul Bihor
- Peștera Înclinată - Munții Bihorului - Județul Bihor
- Avenul Înfundat (Izvorul Ursului) - Munții Bihorului - Județul Bihor
- Avenul Înfundat (șesul Gărzii) - Munții Bihorului - Județul Bihor
- Peștera Înșirată - Munții Latoriței - Județul Vâlcea
- Peșterile de la Între Pietre - Masivul Domogled - Județul Caraș-Severin

## J
- Peștera Jderilor - Munții Bihorului - Județul Alba
- Peștera Jgheabul lui Zalion - Munții Rodnei - Județul Bistrița-Năsăud
- Peștera de Jos de la Federi - Munții Șureanu - Județul Hunedoara

## K
- Peștera K - Munții Aninei - Județul Caraș-Severin
- Peștera La Adam - Județul Constanța

## L
- Peșterile La Găuri - Munții Aninei  - Județul Caraș-Severin
- Peștera La Hoțu - Munții Aninei  - Județul Caraș-Severin
- Peștera La Uluce - Munții Piatra Craiului - Județul Argeș
- Avenul Labirintului din Șesul Gărzii - Munții Bihorului - Județul Bihor
- Peșterile de la Lacul Dracului - Munții Aninei  - Județul Caraș-Severin
- Avenul de la Lacul Negru - Munții Bihorului - Județul Bihor
- Peștera Lacul Verde - Munții Căpățânii - Județul Vâlcea
- Peștera de lângă Drum - Munții Bihorului - Județul Alba
- Avenul de lângă Drumul Poienii Florilor - Munții Bihorului - Județul Bihor
- Abriul de lângă Grota Dracului - Munții Bihorului - Județul Bihor
- Peștera de lângă Izbucul Camenita - Munții Bihorului  - Județul Bihor
- Peștera de lângă Pod - Munții Șureanu - Județul Hunedoara
- Avenul de lângă Ponorul văii Tranghieștilor - Munții Bihorului - Județul Bihor
- Peștera cu apă de lângă Sodolul Tomeștilor - Munții Bihorului  - Județul Bihor
- Peștera Lapiezurilor - Munții Bihorului - Județul Bihor
- Peștera de Lapte - Masivul Postăvarul - Județul Brașov
- Peștera Laptelui (Munții Bihorului) - Munții Bihorului - Județul Bihor
- Peștera Laptelui (Munții Latoriței) - Munții Latoriței - Județul Vâlcea
- Peștera Laptelui (Munții Rodnei) - Munții Rodnei  - Județul Maramureș
- Peștera Laptelui (Munții Vâlcanului) - Munții Vâlcanului  - Județul Gorj
- Peștera Lazului  - Munții Mehedinți - Județul Gorj
- Peștera Lăculețului - Munții Bihorului - Județul Bihor
- Avenul din Lăzuiu - Munții Șureanu - Județul Hunedoara
- Avenul cu Lemne din Coasta Vulturului - Munții Bihorului - Județul Cluj
- Peștera Lenuta - Munții Aninei  - Județul Caraș-Severin
- Peștera Lesiana - Munții Pădurea Craiului - Județul Bihor
- Peștera de la Lespezea - Munții Bihorului - Județul Alba
- Peștera-aven Licas - Munții Hășmaș - Județul Harghita
- Peștera Lii - Podișul Someșan - Județul Sălaj
- Peștera cu Lilieci - Munții Vâlcanului  - Județul Gorj
- Peștera Liliecilor (Cheile Turzii) - Cheile Turzii - Județul Cluj
- Peștera Liliecilor (Munții Căpățânii) - Munții Căpățânii - Județul Vâlcea
- Peștera Liliecilor (Munții Codru-Moma) - Munții Codru-Moma - Județul Arad
- Peștera Liliecilor (Munții Rarău) - Munții Rarău - Județul Suceava
- Peștera Liliecilor (Munții Trascău) - Munții Trascău  - Județul Alba
- Peștera Liliecilor (Munții Vâlcanului) - Munții Vâlcanului - Județul Gorj
- Peștera Liliecilor (Rucăr-Bran) - Culoarul Rucăr - Bran - Județul Brașov
- Peștera Liliecilor din Cheile Carașului - Munții Aninei  - Județul Caraș-Severin
- Peștera Limanu - Lacul Mangalia - Județul Constanța
- Peștera Lizlonea - Munții Aninei  - Județul Caraș-Severin
- Peștera Lucia - Munții Bihorului - Județul Alba
- Peștera din Lunca - Munții Codru-Moma - Județul Bihor
- Peștera din Lunca Priporului - Munții Sebeș - Județul Hunedoara

## M
- Peștera Malu Roșu - Munții Șureanu - Județul Hunedoara
- Peștera de la Malul Roșu - Munții Bihorului - Județul Bihor
- Peștera Mameloanelor - Munții Bihorului - Județul Bihor
- Peștera 6 Mânzălești - Subcarpații Vrancei - Județul Buzău
- Peștera Mapului [15]
- Peștera Mare de la Arcada - Munții Bihorului  - Județul Bihor
- Peștera Mare din Dâmbul Colibii - Munții Bihorului - Județul Bihor
- Peștera Mare din Dealul Jilip - Munții Bihorului - Județul Cluj
- Avenul Mare de deasupra sorburilor din Poiana Ponor - Munții Bihorului - Județul Bihor
- Peștera Mare de la Fata Pietrii - Munții Bihorului - Județul Bihor
- Peștera Mare din Galeria Borfu  - Munții Bihorului - Județul Bihor
- Peștera Mare de la Merești - Munții Perșani - Județul Harghita
- Avenul Mare din Muntele Simion - Munții Aninei  - Județul Caraș-Severin
- Peștera Mare din Ogașul Adânc - Valea Arsasca - Județul Gorj
- Peștera Mare de din Valea Firei - Munții Bihorului - Județul Cluj
- Peștera Mare din Piatra Peretelui Urzicari - Munții Șureanu - Județul Hunedoara
- Peștera Mare de la Soroniște - Munții Cernei - Județul Caraș-Severin
- Peștera Mare din Valea Bisericuței - Munții Bihorului - Județul Bihor
- Marea Arcadă - Munții Bihorului - Județul Bihor
- Marea Nișă - Munții Bihorului - Județul Bihor
- Peștera Marghitaș - Munții Aninei - Județul Caraș-Severin
- Avenul de la Marginea Poienii Ponor - Munții Bihorului - Județul Bihor
- Avenul de la Marginea Șesului - Munții Bihorului - Județul Bihor
- Peștera Martel - Munții Mehedinți - Județul Gorj
- Peștera Maruilor - Munții Vâlcanului  - Județul Gorj
- Peștera Măglei - Munții Rodnei - Județul Bistrița-Năsăud
- Peștera Măgura - Munții Bihorului - Județul Bihor
- Avenul Măguruta - Munții Bihorului - Județul Bihor
- Peștera Mălăiești - Munții Retezat  - Județul Hunedoara
- Peștera Mănăstirii Tismana - Munții Vâlcanului  - Județul Gorj
- Peștera Meandrului - Munții Bihorului - Județul Bihor
- Peștera Melcului - Munții Bihorului - Județul Bihor
- Peștera Meziad - Munții Pădurea Craiului - Județul Bihor
- Avenul Mic - Munții Latoriței - Județul Vâlcea
- Avenul Mic de deasupra sorburilor din Poiana Ponor - Munții Bihorului - Județul Bihor
- Avenul Mic de la Fata Răchitei - Munții Bihorului - Județul Bihor
- Avenul Mic de la Grajduri - Munții Bihorului - Județul Bihor
- Avenul Mic din Muntele Simion - Munții Aninei  - Județul Caraș-Severin
- Avenul Mic de sub Zgurăști - Munții Bihorului - Județul Alba
- Peștera Mică de la Arcada - Munții Bihorului  - Județul Bihor
- Peștera Mică din Băroaica - Munții Bihorului - Județul Cluj
- Peștera Mică de la Cascada Văii Oșelu - Munții Bihorului - Județul Bihor
- Peștera Mică cu apă din Cheile Gârliștei - Munții Aninei - Județul Caraș-Severin
- Peștera Mică de la Chișcău - Munții Bihorului - Județul Bihor
- Peștera Mică de la Coiba - Munții Bihorului - Județul Cluj
- Peștera Mică de la Corbasca - Munții Bihorului - Județul Bihor
- Peștera Mică din Cuciulata - Munții Bihorului - Județul Cluj
- Peștera Mică din Dâmbul Colibii - Munții Bihorului - Județul Bihor
- Peștera Mică de la Fata Bălăcenii - Munții Bihorului - Județul Alba
- Peștera Mică de la Fata Pietrii - Munții Bihorului  - Județul Bihor
- Peștera Mică din Galeria Borfu II - Munții Bihorului - Județul Bihor
- Peștera Mică de la Huda Laptelui de Piatră - Munții Bihorului - Județul Alba
- Peștera Mică II de la Cetăți - Munții Bihorului - Județul Bihor
- Peștera Mică de la Lacul Dracului - Munții Aninei - Județul Caraș-Severin
- Peștera Mică de lângă Avenul Gemănata - Munții Bihorului - Județul Bihor
- Peștera Mică de lângă Valea Chifului - Munții Bihorului  - Județul Bihor
- Peștera Mică de la Molhașul Ponorului - Munții Bihorului - Județul Bihor
- Peștera Mică de sub Peștera Mosnic - Munții Almăjului - Județul Caraș-Severin
- Peștera Mică de la N de Avenul Acoperit - Munții Bihorului - Județul Bihor
- Peștera Mică din Piatra Boghii - Munții Bihorului  - Județul Bihor
- Peștera Mică de la Tău - Munții Bihorului - Județul Cluj
- Peștera Mică din Vâlcelul cu Cascada - Munții Bihorului - Județul Bihor
- Peștera Mică de la Vânătare - Munții Trascăului - Județul Alba
- Peștera Mică din Valea Bisericuței - Munții Bihorului - Județul Bihor
- Peștera Mică din Valea Mare - Munții Bihorului - Județul Bihor
- Peștera Mică de la Zapodie - Munții Bihorului - Județul Bihor
- Peștera lui Micula - Munții Bihorului - Județul Bihor
- Peștera de la Mina - Munții Bihorului  - Județul Bihor
- Peștera de la Mireasa - Movila Mireasa - Județul Constanța
- Peștera Moanei - Munții Pădurea Craiului - Județul Bihor
- Peștera cu apă de la Moara - Munții Codru-Moma - Județul Bihor
- Peștera de la Moara - Podișul Babadag - Județul Tulcea
- Pestera de la Moara lui Pocol - Podișul Someșan - Județul Sălaj
- Peștera cu Mofeta  - Masivul Puciosu - Județul Harghita
- Peștera de la Molhașul Ponorului - Munții Bihorului - Județul Bihor
- Peșterile Moșnic - Munții Almăjului - Județul Caraș-Severin
- Peștera de la Movile - Județul Constanța
- Peștera Muhuchii - Munții Pădurea Craiului - Județul Bihor
- Peștera Muierii - Munții Parâng - Județul Gorj
- Peștera Muierilor din Pârgavu - Masivul Gornovița - Județul Gorj
- Avenul din Muntele Bătrâna - Munții Bihorului - Județul Alba
- Peștera Munticelu - Piatra Munticelu - Județul Neamț
- Avenul de la Mununa - Munții Bihorului - Județul Alba
- Peștera cu Mușchi - Munții Bihorului - Județul Bihor

## N
- Peșterile Nările  - Munții Vâlcanului  - Județul Gorj
- Peștera Neagră de la Bârsa - Munții Bihorului - Județul Bihor
- Peștera Avenul Negru - Munții Bihorului - Județul Bihor
- Peștera cu Nivele - Munții Bihorului - Județul Bihor
- Peștera nr. 1 de la Dalma cu Brazi - Munții Retezat  - Județul Hunedoara
- Peștera nr. 62 din Bazinul Cernei - Masivul Geantul Inelat - Județul Caraș-Severin
- Peștera nr. 9 din Cheile Varghișului - Munții Perșani - Județul Harghita
- Peștera nr.1 de la Gura Ponicovei - Munții Ciucăru Mare - Județul Caraș-Severin
- Peștera nr.10 din Valea Cernei - Munții Mehedinți - Județul Gorj
- Peștera nr.14 din Valea Cernei - Munții Mehedinți - Județul Gorj
- Peștera nr.2 de la Gura Ponicovei - Munții Ciucăru Mare - Județul Caraș-Severin
- Peștera nr.4 din Cheia Taia - Munții Șureanu - Județul Hunedoara
- Peștera nr.5 din Valea Roșia - Munții Șureanu - Județul Hunedoara
- Peștera nr.27 din Valea Roșia - Munții Șureanu - Județul Hunedoara

## O
- Peștera cu Oase - Munții Aninei  - Județul Caraș-Severin
- Peștera cu Oase de la Poiana Botizei - Munții Lapusului - Județul Maramureș
- Avenul cu apă de la obârșia văii Izbucului - Munții Bihorului - Județul Cluj
- Peștera de Ocru - Munții Postăvarul - Județul Brașov
- Peștera din Ogașu Peșterii - Munții Mehedinți - Județul Gorj
- Avenul Oilor - Munții Retezat  - Județul Hunedoara
- Peștera Oilor - Munții Bihorului - Județul Alba
- Avenul Oilor Moarte - Munții Bihorului - Județul Bihor
- Avenul Ologului - Munții Bihorului - Județul Bihor
- Peștera Onceasa - Munții Bihorului - Județul Cluj
- Peștera Onicăi - Munții Bucegi - Județul Dâmbovița
- Peștera Osoi - Munții Pădurea Craiului - Județul Bihor
- Peștera cu Aven de la Cascada Oselu - Munții Bihorului - Județul Bihor

## P
- Peștera de la Padina Matei - Munții Locvei - Județul Caraș-Severin
- Peștera de sub Padina Popii - Munții Aninei  - Județul Caraș-Severin
- Peștera din Padiș - Munții Bihorului - Județul Bihor
- Peștera Pagodelor - Munții Căpățânii - Județul Vâlcea
- Peștera din Pânza Albinii - Munții Aninei - Județul Caraș-Severin
- Avenul de la Paragina - Munții Bihorului - Județul Bihor
- Peștera din Pârâul Blidaru - Munții Bihorului  - Județul Bihor
- Peștera de la Pârâul Budu - Munții Bihorului - Județul Bihor
- Peștera din Pârâul Colibii - Munții Bihorului  - Județul Bihor
- Peștera din Pârâul Gaichii - Munții Bihorului  - Județul Bihor
- Peștera Pargăvului - Munții Vâlcanului  - Județul Gorj
- Peștera Pârleazului - Munții Vâlcanului  - Județul Gorj
- Peștera Parsului de la Capul Baciului - Munții Aninei - Județul Caraș-Severin
- Peștera cu patru intrări de lângă P. Ursilor - Munții Șureanu - Județul Hunedoara
- Peștera Pălăriei - Munții Șureanu - Județul Hunedoara
- Peștera Pătrunsă - Munții Vâlcanului  - Județul Gorj
- Avenul de la Păuleasca - Munții Aninei  - Județul Caraș-Severin
- Peștera de pe Piciorul Babelor - Munții Bucegi - Județul Dâmbovița
- Peștera de la Pepa - Munții Almăjului - Județul Caraș-Severin
- Peștera din Perete - Munții Șureanu - Județul Hunedoara
- Peștera din Peretele Dârnini - Munții Bihorului - Județul Alba
- Peștera I din Peretele Gardului - Munții Bihorului - Județul Bihor
- Peștera II din Peretele Gardului - Munții Bihorului - Județul Bihor
- Peștera I din Peretele Izbucului  - Munții Bihorului  - Județul Bihor
- Peștera III din Peretele Izbucului  - Munții Bihorului  - Județul Bihor
- Peștera IV din Peretele Izbucului  - Munții Bihorului  - Județul Bihor
- Peștera V din Peretele Izbucului  - Munții Bihorului  - Județul Bihor
- Peștera II din Peretele Izbucului - Munții Bihorului  - Județul Bihor
- Peștera de sub Peretele Pietrei Șoimului - Munții Bihorului - Județul Bihor
- Peștera I din Peretele Platoului Vârtop - Munții Bihorului - Județul Cluj
- Peștera II din Peretele Platoului Vârtop - Munții Bihorului - Județul Cluj
- Peștera cu Perle - Județul Vâlcea
- Avenul de sub Piatra - Munții Bihorului - Județul Bihor
- Peștera Piatra cu apă - Munții Ceahlău - Județul Neamț
- Peștera din Piatra Bodii - Munții Șureanu - Județul Hunedoara
- Peștera de sub Piatra Căldarilor - Munții Bihorului - Județul Cluj
- Avenul din Piatra Cetii - Munții Trascău - Județul Alba
- Peștera din Piatra Colțului - Munții Bihorului - Județul Bihor
- Peștera Piatra Corbului - Munții Vâlcanului  - Județul Hunedoara
- Peștera Piatra Fetii - Munții Poiana Ruscă - Județul Timiș
- Peștera de sub Piatra Parjolii - Munții Bihorului - Județul Alba
- Peșterile din Piatra Pocruia - Munții Vâlcanului  - Județul Gorj
- Peștera în Piatra Ponorului - Munții Vlădeasa - Județul Cluj
- Peștera Piatra Scobită - Munții Retezat  - Județul Hunedoara
- Avenul Piciorul Boului - Județul Vâlcea
- Peștera Pietrarului (sau Cubleș) - Munții Pădurea Craiului - Județul Bihor
- Avenul de sub Pietruta - Munții Bihorului - Județul Alba
- Peștera-aven de la Pietre - Vâlcea - Județul Mehedinți
- Peștera din Pietrele lui Solomon  - Munții Postăvarul - Județul Brașov
- Peștera Pintea Viteazul - Munții Gutâi - Județul Maramureș
- Avenul Pionierilor - Munții Bihorului - Județul Bihor
- Peștera Pisolca - Munții Bihorului - Județul Bihor
- Peștera de la Pișcu Negru - Județul Argeș
- Avenul din Plai - Munții Bihorului - Județul Bihor
- Peștera din Plai - Munții Bihorului - Județul Bihor
- Peșterile din Plai - Munții Piatra Craiului - Județul Argeș
- Peștera Plăișorului - Munții Șureanu - Județul Hunedoara
- Peștera Poarta lui Ionele - Munții Bihorului - Județul Alba
- Poarta Mare din Piatra Șoimului - Munții Bihorului - Județul Bihor
- Peștera Poarta Zmeilor - Munții Trascău  - Județul Alba
- Peștera de la Pod - Munții Bihorului - Județul Alba
- Peștera de la Podireu - Munții Bihorului - Județul Alba
- Peștera Podireului - Munții Pădurea Craiului - Județul Bihor
- Avenul din Podul Cailor - Munții Rodnei - Județul Maramureș
- Peștera cu apă de la Podul Luncșoarei - Munții Bihorului - Județul Bihor
- Peștera Podului - Munții Mehedinți - Județul Mehedinți
- Avenul din Poiana Gropii - Munții Aninei  - Județul Caraș-Severin
- Peștera din Poiana Lazului - Munții Mehedinți - Județul Gorj
- Peștera de la Poiana Păuleasa - Munții Bihorului - Județul Bihor
- Peștera I de la Poiana Ponor - Munții Bihorului - Județul Bihor
- Peștera II de la Poiana Ponor - Munții Bihorului - Județul Bihor
- Peștera III de la Poiana Ponor - Munții Bihorului - Județul Bihor
- Avenul din Poieniță - Munții Bihorului - Județul Cluj
- Peștera Pojarul Poliței - Munții Bihorului - Județul Alba
- Peștera Polovragi - Munții Căpățânii - Județul Gorj
- Peștera Ponor Uscată - Munții Aninei  - Județul Caraș-Severin
- Peștera Ponoraș - Munții Pădurea Craiului - Județul Bihor
- Peștera de la Ponoraș - Munții Bihorului - Județul Alba
- Avenul din Ponorel - Munții Bihorului  - Județul Bihor
- Peștera Ponorici-Cioclovina cu apă - Munții Sebeș - Județul Hunedoara
- Peștera Ponor-Plopa - Munții Aninei  - Județul Caraș-Severin
- Ponorul Argilei - Munții Bihorului - Județul Bihor
- Ponorul din Bârsa Cohanului - Munții Bihorului - Județul Bihor
- Ponorul de la Calea Boilor - Munții Bihorului - Județul Cluj
- Ponorul din Crestătura - Munții Bihorului - Județul Cluj
- Ponorul Firezul Rogojanului - Munții Vlădeasa - Județul Cluj
- Ponorul de la Izvorul Fruncele - Munții Bihorului - Județul Bihor
- Ponorul Înfundat din Vârtop - Munții Bihorului - Județul Cluj
- Ponorul de la Lacul Negru - Munții Bihorului - Județul Bihor
- Ponorul Laurului - Munții Bihorului - Județul Bihor
- Ponorul Mic cu Blocuri - Munții Bihorului - Județul Bihor
- Ponorul Mic de deasupra Cetăților - Munții Bihorului - Județul Bihor
- Ponorul Mic de după Deluț - Munții Bihorului - Județul Cluj
- Peștera de la Ponorul Peciniscăi - Masivul Domogled - Județul Caraș-Severin
- Ponorul din Piatra Galbenei - Munții Bihorului - Județul Bihor
- Ponorul cu Pod - Munții Bihorului - Județul Bihor
- Ponorul cu Sifon din Pârâul Sec - Munții Bihorului - Județul Bihor
- Ponorul de la Trifon - Munții Bihorului - Județul Alba
- Ponorul din Valea Brusturi - Munții Bihorului  - Județul Bihor
- Ponorul din Valea Luncșoarei - Munții Bihorului - Județul Bihor
- Ponorul din Valea Ponorului - Munții Vlădeasa - Județul Cluj
- Ponorul de la Zapodie - Munții Bihorului - Județul Bihor
- Ponorul cu Zăpadă din Vârtop - Munții Bihorului - Județul Cluj
- Ponorul-Sală de la Izvoarele Pârâului Sec - Munții Bihorului - Județul Bihor
- Peștera Ponorului - Munții Bihorului - Județul Bihor
- Peștera Popii - Munții Vâlcanului  - Județul Gorj
- Peștera Popovăț - Munții Aninei  - Județul Caraș-Severin
- Peștera Porcariului - Munții Aninei  - Județul Caraș-Severin
- Peștera Porcului - Munții Aninei  - Județul Caraș-Severin
- Avenul I de deasupra Portalului Mare al Cetăților - Munții Bihorului - Județul Bihor
- Avenul II de deasupra Portalului Mare al Cetăților - Munții Bihorului - Județul Bihor
- Peștera Postului - Munții Bihorului - Județul Alba
- Peștera din Poteca - Munții Șureanu - Județul Hunedoara
- Peștera Potoc - Munții Locvei - Județul Caraș-Severin
- Peștera Prăbușirii din Vârtop - Munții Bihorului - Județul Cluj
- Peștera II Prăbușita - Munții Bihorului - Județul Bihor
- Peștera I Prăbușită - Munții Bihorului - Județul Bihor
- Avenul din Pregna - Munții Bihorului - Județul Bihor
- Avenul cu Prepeleac - Munții Bihorului - Județul Bihor
- Avenul de la Prunii lui Miclea - Munții Aninei  - Județul Caraș-Severin
- Peștera cea cu Punte - Munții Bihorului - Județul Bihor
- Avenul cu Punte  - Munții Bihorului - Județul Bihor
- Avenul cu Punte de la Rostul Pădurii - Munții Bihorului - Județul Bihor
- Peștera de la Pusta Călatea (sau Potriva) - Munții Pădurea Craiului - Județul Bihor
- Peștera Pustnicului - Munții Bucegi - Județul Dâmbovița
- Peștera cu Puț - Munții Aninei  - Județul Caraș-Severin

## R
- Peștera Rac - Județul Vâlcea
- Peștera Racoviță - Munții Aninei  - Județul Caraș-Severin
- Peștera Rapanelor - Costinești - Județul Constanța
- Peștera Râmei din Piatra Fagului - Munții Bihorului - Județul Bihor
- Peștera Râșnoavei - Masivul Postăvarul - Județul Brașov
- Peștera Rădăcinilor - Munții Bihorului - Județul Bihor
- Peștera Răsăritul Apei - Munții Perșani - Județul Harghita
- Peștera Răsucită din Valea Corlatului - Munții Bihorului - Județul Bihor
- Răsuflătoarea din Blidaru - Munții Bihorului - Județul Bihor
- Peștera Răsuflatoarea din Parcul Național Semenic - Cheile Carașului [16]
- Peștera Răteiului - Munții Bucegi - Județul Dâmbovița
- Peștera cu Războaie - Munții Vâlcanului  - Județul Gorj
- Rețeaua Lumea Pierdută - Munții Bihorului - Județul Bihor
- Peștera Rol - Munții Aninei  - Județul Caraș-Severin
- Peștera Rolului - Munții Aninei  - Județul Caraș-Severin
- Peștera Românești - Munții Poiana Ruscă - Județul Timiș
- Peștera Roșia - Munții Pădurea Craiului - Județul Bihor
- Peștera Roșie - Munții Pădurea Craiului - Județul Bihor
- Peștera Runcșor - Munții Pădurea Craiului - Județul Bihor

## S
- Peștera Sala din Pârâul Micușii - Munții Bihorului - Județul Cluj
- Peștera Salamandrelor - Munții Aninei - Județul Caraș-Severin
- Peșterile de la Salitrari - Masivul Geantul Inelat - Județul Caraș-Severin
- Peștera Sălii cu Blocuri - Munții Bihorului - Județul Bihor
- Peștera Scărișoara - Munții Bihorului - Județul Alba
- Avenul Scheletelor de sub Rame - Munții Bihorului - Județul Bihor
- Peștera Schiel, aflată la poalele Dealului Melcilor, din centrul Brașovului [17]
- Peștera lui Schmidl - Munții Bihorului - Județul Bihor
- Peștera din Scoaba Trăistiorului - Munții Șureanu - Județul Hunedoara
- Avenele din Scocul Soarbele - Munții Retezat  - Județul Hunedoara
- Avenul din Scocul Stănuleți - Munții Retezat  - Județul Hunedoara
- Peștera Scoicilor - Munții Perșani - Județul Harghita
- Peștera Scundă - Munții Bihorului - Județul Alba
- Peștera Scundă (Valea Galbenă) - Munții Bihorului - Județul Bihor
- Peștera Scundă de la Colibi - Munții Bihorului  - Județul Bihor
- Peștera Seacă de la Cotețul Dobreștilor - Munții Bihorului - Județul Cluj
- Peștera Seacă de la Izvorul Păulesei - Munții Bihorului - Județul Bihor
- Peștera de la Secatura - Masiv Biharia - Județul Bihor
- Peștera Sfântul Andrei - Dealul Viilor - Județul Constanța
- Peștera de la Sfoartea - Munții Bihorului - Județul Alba
- Peștera Sfodea - Munții Mehedinți - Județul Mehedinți
- Peștera Sfortea - Munții Bihorului  - Județul Alba
- Peștera Sifonului de la Șipot - Județul Hunedoara
- Peștera Simion - Munții Aninei  - Județul Caraș-Severin
- Peștera Sinesie - Județul Arad
- Avenul Socolovăț - Munții Aninei  - Județul Caraș-Severin
- Peștera cu apă de sub Socolovăț - Munții Aninei  - Județul Caraș-Severin
- Peștera de la Socolovăț - Munții Aninei  - Județul Caraș-Severin
- Peștera Socolovăț - Munții Almăjului  - Județul Caraș-Severin
- Peștera din Sodolul Gaichii - Munții Bihorului  - Județul Bihor
- Peștera de la Sodolul Pietrii  - Munții Bihorului  - Județul Bihor
- Peștera-aven 2 din Sohodoalele Mici - Munții Mehedinți - Județul Gorj
- Peștera din Sohodolul Chicerii - Munții Bihorului - Județul Cluj
- Peștera Șoimului - Munții Aninei  - Județul Caraș-Severin
- Avenul Solitudinii - Munții Bihorului - Județul Bihor
- Peștera Spinului - Munții Aninei - Județul Caraș-Severin
- Peștera din Stanul Ciuții - Munții Pădurea Craiului - Județul Bihor
- Peșterile de la Stâna Fratosteanu - Munții Latoriței - Județul Vâlcea
- Avenul din Stâna Tomii - Munții Retezat  - Județul Hunedoara
- Peștera de la Stânca - Podișul Babadag - Județul Tulcea
- Peștera din Stânca lui Florian - Munții Poiana Ruscă - Județul Timiș
- Peștera Stanciului - Munții Dâmbovicioara - Județul Argeș
- Peștera Starnic - Munții Aninei  - Județul Caraș-Severin
- Peșterile din Steiul Orzeștilor - Munții Mehedinți - Județul Gorj
- Peștera de sub Steiul din Valea Fagului - Munții Bihorului - Județul Bihor
- Peștera Ștevia Lupii - Munții Bihorului - Județul Bihor
- Peștera Stogu - Munții Căpățânii - Județul Vâlcea
- Peștera de la Strâmtura - Munții Bihorului  - Județul Bihor
- Peștera Strâmturi - Munții Bihorului - Județul Bihor
- Peștera Sugo - Munții Perșani - Județul Harghita
- Peștera Suhard - Munții Hășmaș - Județul Harghita
- Avenul de la Suliți - Munții Mehedinți - Județul Mehedinți
- Avenul Surpat de sub Rame - Munții Bihorului - Județul Bihor
- Peștera de la Surpătura - Munții Bihorului - Județul Cluj
- Peștera Suruta - Munții Bihorului - Județul Bihor
- Abriul Suspendat din Valea Stearpă - Munții Bihorului - Județul Alba
- Peștera Suspendată - Munții Bihorului - Județul Alba
- Peștera Suspendată de la Arcada - Munții Bihorului - Județul Bihor
- Peștera Suspendată din Piatra Șoimului - Munții Bihorului - Județul Bihor

## Ș
- Peștera sub Șărban - Masivul Domogled - Județul Caraș-Severin
- Peștera Șerpuită - Munții Bihorului - Județul Bihor
- Avenul din Șesul Leordei - Munții Șureanu - Județul Hunedoara
- Avenul din Șesul Padișului - Munții Bihorului - Județul Bihor
- Avenul din Șesuri - Munții Bihorului - Județul Alba
- Peștera de la Șoseaua Galbenei - Munții Bihorului - Județul Bihor
- Peștera Șura (Valea Galbenă) - Munții Bihorului - Județul Bihor
- Peștera Șura - Munții Bihorului - Județul Alba
- Peștera Șura Boghii - Munții Bihorului - Județul Bihor
- Peștera Șura Mare - Munții Sebeș - Județul Hunedoara
- Peștera Șura de Piatră - Munții Perșani - Județul Harghita
- Peștera Șura de Piatră (Ghibărț) - Munții Trascău - Județul Alba
- Peștera Șura Ponorului - Munții Bihorului - Județul Cluj
- Peștera Șurii - Munții Bihorului - Județul Alba

## T
- Peștera Tarașului - Munții Bihorului - Județul Bihor
- Peștera Tășad - Dealurile Tăsadului - Județul Bihor
- Peștera Tătarilor - Munții Perșani - Județul Harghita
- Peștera Tătarului - Munții Bucegi - Județul Dâmbovița
- Avenul din Tătăroaia - Munții Bihorului - Județul Bihor
- Peștera Avenul de la Tău - Munții Șureanu - Județul Alba
- Peștera cu apă de la Tău - Munții Bihorului - Județul Cluj
- Avenul de la Tău Negru - Munții Șureanu - Județul Hunedoara
- Peștera din Tecanul Rotund - Munții Șureanu - Județul Hunedoara
- Peștera Tecuri - Munții Sebeș - Județul Hunedoara
- Peștera Teiul Lung - Munții Sebeș - Județul Hunedoara
- Peștera Tibocoaia - Munții Bihorului - Județul Bihor
- Peștera Tisiei - Munții Aninei  - Județul Caraș-Severin
- Peștera Toaia Neagră - Munții Vâlcanului  - Județul Gorj
- Peștera Tolosu - Munții Aninei  - Județul Caraș-Severin
- Peștera Tolvajos - Munții Perșani - Județul Brașov
- Peștera Toplița (Munții Pădurea Craiului) - Munții Pădurea Craiului - Județul Bihor
- Peștera Toplița (Munții Retezat) - Munții Retezat  - Județul Hunedoara
- Peștera Topolița - Munții Locvei - Județul Caraș-Severin
- Peștera Topolnița - Podișul Mehedinți - Județul Mehedinți
- Peștera Toșorog - Munții Surduc - Județul Neamț
- Peștera lui Trăienuț - Munții Bihorului - Județul Bihor
- Peștera cu treaptă din Corbască - Munții Bihorului - Județul Bihor
- Peștera cu treaptă - Munții Bihorului - Județul Alba
- Peștera cu trei intrări din cheile Văii Vâlceaua - Munții Bihorului - Județul Alba
- Avenul cu trei intrări din Sodolul Laurului - Munții Bihorului - Județul Bihor
- Peștera cu trei intrări din Valea Corlatului - Munții Bihorului - Județul Bihor
- Avenul de la Trifon - Munții Bihorului - Județul Alba
- Peștera Tub din Valea Ordâncușa - Munții Bihorului - Județul Alba
- Peștera Tunel (Brațul Sf. Gheorghe) - Brațul Sf. Gheorghe - Județul Tulcea
- Peștera Tunel (Munții Bihorului) - Munții Bihorului - Județul Alba
- Peștera Tunel din Valea Corlatului - Munții Bihorului - Județul Bihor
- Tunelul Mic - Munții Vlădeasa - Județul Cluj
- Peștera Tunelul Mic de la Cascadă - Munții Bihorului  - Județul Bihor
- Peștera de la Turia - Masivul Puciosu - Județul Covasna

## Ț
- Peștera Țepoasa - Munții Șureanu - Județul Hunedoara
- Avenul de la Țiclești - Munții Bihorului - Județul Alba
- Peștera Țiclu-Stan - Munții Pădurea Craiului - Județul Bihor

## U
- Peștera U Lomu - Munții Locvei - Județul Caraș-Severin
- Peștera de la Uileacul de Beiuș - Munții Codru-Moma - Județul Bihor
- Peștera Ulciorului - Munții Șureanu - Județul Hunedoara
- Peștera Unguru Mare - Județul Bihor
- Peștera Ursula - Munții Latoriței - Județul Vâlcea
- Peștera Ursului - Munții Perșani - Județul Harghita
- Peștera Urșilor (Munții Bihorului) - Munții Bihorului - Județul Bihor
- Peștera Urșilor (Munții Piatra Craiului) - Munții Piatra Craiului - Județul Argeș
- Peștera Urșilor (Munții Șureanu) - Munții Șureanu - Județul Hunedoara
- Peștera Urșilor-Chișcău - Munții Bihorului - Județul Bihor
- Peștera Urzicilor - Munții Bihorului - Județul Bihor
- Peștera Uscată din Valea Someșului - Munții Vlădeasa - Județul Cluj

## V
- Peștera V5 - Munții Bihorului - Județul Bihor
- Peștera Vacii - Munții Pădurea Craiului - Județul Bihor
- Peștera Vacilor de la Cloșani - Munții Mehedinți - Județul Gorj
- Peștera Vacilor de la Orzești - Vâlcea - Județul Gorj
- Peștera de la Vadu Crișului - Munții Pădurea Craiului - Județul Bihor
- Peștera de la Vâlcea - Munții Bihorului - Județul Alba
- Peștera din Vâlcelul cu Cascada - Munții Bihorului - Județul Bihor
- Peștera din Vâlcelul de sub Piatra Boghii - Munții Bihorului - Județul Bihor
- Peștera Valea Bistriței - Județul Vâlcea
- Peștera Valea de Brazi - Munții Retezat - Județul Hunedoara
- Peștera din Valea Brusturi - Munții Bihorului - Județul Bihor
- Peștera I din Valea Bulbuci - Munții Bihorului - Județul Bihor
- Peștera II din Valea Bulbuci - Munții Bihorului - Județul Bihor
- Peștera Valea Cetatii - Masivul Postăvarul - Județul Brasov
- Peștera din Valea Ceuca - Munții Locvei - Județul Caraș-Severin
- Peștera din Valea Cheii - Munții Sebeș - Județul Hunedoara
- Peștera din Valea Clenjii - Munții Sebeș - Județul Hunedoara
- Peștera cu apă din Valea Firei - Munții Bihorului - Județul Cluj
- Peștera din Valea Fundată - Masivul Postăvarul- Județul Brașov
- Peștera din Valea Geogelului - Munții Trascăului - Județul Alba
- Peștera cu Apă din Valea Leșului - Munții Pădurea Craiului - Județul Bihor
- Peștera din Valea Morii - Munții Bihorului - Județul Alba
- Peștera din Valea Peșterii - Vâlcea - Județul Gorj
- Abriul din Valea Plaiului - Munții Bihorului - Județul Bihor
- Peștera de la Valea Plaiului - Munții Bihorului - Județul Bihor
- Peștera I din Valea Ponorului - Munții Bihorului - Județul Bihor
- Peștera din Valea Rea - Munții Piatra Craiului - Județul Bihor
- Peșterile din Valea Rostoveanu - Munții Vâlcanului - Județul Hunedoara
- Peștera cu apă din Valea Someșului - Munții Vlădeasa - Județul Cluj
- Peștera din Valea Stânii - Județul Hunedoara
- Peștera I din Valea Stearpă - Munții Bihorului - Județul Alba
- Peștera din Valea Topliței - Munții Aninei  - Județul Caraș-Severin
- Peștera de la Valee - Munții Aninei - Județul Caraș-Severin
- Avenul de la Valia - Munții Bihorului - Județul Bihor
- Peștera Vânătarea  - Munții Trascău  - Județul Alba
- Peștera de sub Vânătari - Munții Bihorului - Județul Bihor
- Peștera Vânătările Ponorului - Munții Apuseni - Județul Alba
- Peștera Vântului - Munții Pădurea Craiului - Județul Bihor
- Peștera de la Vârfu Înalt - Podișul Mehedinți - Județul Mehedinți
- Peștera din Vârful Brusturi - Munții Bihorului - Județul Bihor
- Peștera din Vârful Lacului - Munții Mehedinți - Județul Gorj
- Avenul de sub Vârful Părului - Munții Bihorului - Județul Alba
- Avenul din Vârful Stânii - Munții Bihorului  - Județul Alba
- Peștera de sub Vârful Sulița - Munții Bihorului - Județul Bihor
- Peștera Vârfurașul - Munții Vlădeasa - Județul Cluj
- Peștera de la Varnița - Munții Bihorului - Județul Bihor
- Peștera de la Varnite - Munții Bihorului - Județul Bihor
- Peștera de la Vârtop - Munții Bihorului - Județul Alba
- Peștera Vârtopasu - Munții Bihorului - Județul Alba
- Peștera Văleaga - Munții Aninei  - Județul Caraș-Severin
- Peștera Vălenii Șomcutei - Dealurile Chioarului - Județul Maramureș
- Avenul I din Vărășoaia - Munții Bihorului - Județul Bihor
- Avenul II din Vărășoaia - Munții Bihorului - Județul Bihor
- Peștera de la Veneția - Munții Perșani - Județul Harghita
- Peștera Veterani - Munții Almăjului - Județul Mehedinți
- Peștera Veverițelor - Munții Bihorului - Județul Bihor
- Peștera Vidrei - Munții Bihorului - Județul Cluj
- Peștera Viespilor - Munții Bihorului - Județul Bihor
- Peșterile lui Vit - Munții Aninei - Județul Caraș-Severin
- Avenul din Vlădușca - Munții Piatra Craiului - Județul Argeș
- Peștera de la Voinicovăț - Munții Almăjului - Județul Caraș-Severin
- Peștera Voinii - Munții Aninei  - Județul Caraș-Severin
- Avenul din Vranița - Munții Bihorului - Județul Bihor
- Peștera de la Vranița - Munții Bihorului - Județul Bihor
- Avenul E de la Vranovat  - Munții Locvei - Județul Caraș-Severin
- Peștera de sub Vraska - Munții Aninei  - Județul Caraș-Severin
- Peștera Vraska - Munții Aninei  - Județul Caraș-Severin
- Peștera Vulpilor din Valea Plaiului - Munții Bihorului - Județul Bihor
- Peștera Vulturilor - Munții Bihorului - Județul Bihor

## Z
- Peștera Zamonița - Munții Almăjului - Județul Caraș-Severin
- Peștera Grota Zânelor - Munții Rodnei - Județul Bistrița-Năsăud
- Peștera Zânelor - Munții Trascău - Județul Cluj
- Peștera de la Zapodie - Munții Bihorului - Județul Bihor
- Peștera Zaton - Podișul si Munții Mehedinți - Județul Mehedinți
- Avenul cu Zăpada din Scorota Seacă - Munții Retezat  - Județul Hunedoara
- Avenul Zbegului - Munții Aninei - Județul Caraș-Severin
- Peștera Zeicului - Munții Retezat  - Județul Hunedoara
- Peștera I de la Avenul de sub Zgurăști - Munții Bihorului - Județul Alba
- Peștera de la Zvârluș - Munții Bihorului - Județul Bihor
- Peștera de la Zvârlușul Corbeștilor - Munții Bihorului - Județul Bihor
- Peștera de la Zvârlușul Șoimului - Munții Bihorului - Județul Bihor